# Brzostowica Mała
Brzostowica Mała (biał. Малая Бераставіца, Małaja Bierastawica, ros. Малая Берестовица, Małaja Bieriestowica) – agromiasteczko na Białorusi, w obwodzie grodzieńskim, w rejonie brzostowickim, centrum administracyjne sielsowietu Brzostowica Mała.
Położona jest przy trasie Grodno – Pograniczny nad rzeką Świsłoczą, na pograniczu Wysoczyzny Wołkowyskiej i Równiny Nadniemeńskiej. Klimat w regionie agromiasteczka jest umiarkowano-kontynentalny.
Po raz pierwszy Brzostowica Mała została wymieniona w źródłach pisanych jako wieś na początku XVI wieku. Przez cztery stulecia należała do Chodkiewiczów, Massalskich, Stryjeńskich, Jundziłłów, Sołtanów i Wołkowickich. Wieś szlachecka położona była w końcu XVIII wieku  w powiecie grodzieńskim województwa trockiego. W okresie zaborów Brzostowica należała do Imperium Rosyjskiego. Po 1921 roku weszła w skład II Rzeczypospolitej. Na skutek inwazji ZSRR na Polskę 17 września 1939 roku została włączona do Białoruskiej SRR. Dzień po agresji ZSRR we wsi doszło do masakry, w wyniku której z rąk bojówek komunistycznych zginęło około 50 osób, w tym ostatni właściciele wsi.
Liczba ludności Brzostowicy Małej nie przekracza tysiąca osób. W miasteczku funkcjonują przychodnia, instytucje kulturalno-oświatowe, urząd pocztowy i oddział banku. Do zabytków miejscowości należą dziewiętnastowieczne kościół rzymskokatolicki św. Antoniego Padewskiego i cerkiew prawosławna św. Dymitra z Tesalonik. W miejscowości znajdował się osiemnastowieczny dwór, który spłonął na początku lat dziewięćdziesiątych XX wieku. Ponadto w Brzostowicy ulokowane są dwa cmentarze: rzymskokatolicki, prawosławny, a także zbiorowa mogiła z tablicą pamiątkową i pomnikiem poległym żołnierzom Armii Czerwonej.

## Położenie i przynależność administracyjna
Miejscowość położona jest przy drodze państwowej R99 z Grodna do Pogranicznego, ok. 42 km na południe od Grodna i 9 km od granicy polsko-białoruskiej. Geograficznie leży na granicy Wysoczyzny Wołkowyskiej i Równiny Nadniemeńskiej. 5 km na zachód od miejscowości przepływa rzeka Świsłocz.
Klimat dla całego rejonu brzostowickiego, w tym Brzostowicy Małej, jest określany jako umiarkowano-kontynentalny. Średnia temperatura dla zimy wynosi -5 °C, dla lata +18 °C.
Brzostowica Mała od 20 września 1944 roku jest centrum administracyjnym sielsowietu brzostowickiego, jednym z ośmiu w rejonie brzostowickim w obwodzie grodzieńskim. Od 27 marca 2009 roku Brzostowica Mała ma status agromiasteczka. Władzę wykonawczą w miejscowości sprawuje przewodniczący sielsowietu.

## Układ przestrzenny
Brzostowica Mała zlokalizowana jest przy trasie P99 z Grodna do Pogranicznego, jest rozciągnięta wzdłuż szosy, która na wysokości agromiasteczka skręca na południowy wschód. W zachodniej części miejscowości znajduje się zbiornik wodny o wydłużonym kształcie, ciągnący się ze wschodu na zachód. Od północnego wschodu Brzostowica Mała graniczy z lasem, od zachodu – z łąkami, od południa i wschodu zlokalizowane są pola uprawne. Od szosy na zachód odbiegają równolegle dwie główne ulice: Jubilejnaja (północna) i Citaiszwilego (południowa), połączone mniejszych uliczkami. Na wschód od trasy odbiega droga, prowadząca do sąsiednich wsi Kamionka i Chilaki.
Najgęściej zabudowana jest południowa część agromiasteczka. Przeważają jednorodzinne domy parterowe z dwuspadzistym dachem. Przy ulicy Citaiszwilego ulokowano kilka piętrowych budynków. Teren, należący do małobrzostowickiej szkoły średniej, znajduje się w miejscu, gdzie ulica Citaiszwilego krzyżuje się z trasą P99 (z południowej strony ulicy Citaiszwilego i od zachodniej strony od trasy). Cerkiew i kościół znajdują się w północnej części miejscowości. Kościół położony jest przy szosie, cerkiew natomiast przy ulicy, odbiegającej od szosy na zachód. Największe obszarowo zabudowania znajdują się w zachodniej części agromiasteczka.

## Demografia
Według spisu powszechnego z 1921 roku, folwark zamieszkany był przez 42 osoby, w tym 29 rzymskokatolickich Polaków i 13 prawosławnych Białorusinów. Wieś zamieszkana była przez 112 osób, w tym 45 Polaków i 67 Białorusinów. Prawosławie wyznawało 89 mieszkańców wsi, katolicyzm – 18.
Miejscowość razem z siedmioma przyległymi wsiami należącymi do tego samego sielsowietu w 2009 roku liczyła 1640 mieszkańców.

## Infrastruktura socjalno-bytowa
W Brzostowicy Małej znajdują się m. in: przychodnia ambulatoryjna, biblioteka wiejska, centralny dom kultury, żłobek na 75 miejsc, sierociniec (rodzinny dom dziecka ulokowany jest obok cerkwi św. Dymitra z Tesalonik), dom obsługi socjalnej, oddział banku, 2 banie. W miejscowości funkcjonuje Małobrzostowickie Liceum Zawodowe Przemysłu Przetwórczego na około 250 uczniów. Łączność i usługi pocztowe są realizowane przez brzostowicki węzeł rejonowy łączności elektrycznej, będący agendą grodzieńskiej filii państwowego przedsiębiorstwa Biełposzta.
Transport pasażerski zapewniany jest przez przedsiębiorstwo Autamabilny Park Nr 18, którego siedziba znajduje się w Brzostowicy Wielkiej, oraz spółkę akcyjną Hrodnaabłautatrans. W pobliżu agromiasteczka, we wsi Pograniczny, znajduje się stacja kolejowa Białoruskiej Kolei Żelaznej Oddział Baranowicki.

## Historia
Ziemie, na których znajduje się Brzostowica Mała, od wieku XV do XVIII leżały w granicach Wielkiego Księstwa Litewskiego, w województwie trockim, w powiecie grodzieńskim. Miejscowość po raz pierwszy wspomniana była w 1512 roku jako dwór Chodkiewiczów. Kolejnymi gospodarzami byli książęta Massalscy, w XVIII wieku – Stryjeńscy, a następnie Jundziłłowie. W XVI wieku dwór Brzostowica stanowiła centrum włości szlacheckiej. W 1610 roku pod Brzostowicą Małą miała miejsce bitwa rosyjsko-szwedzka.

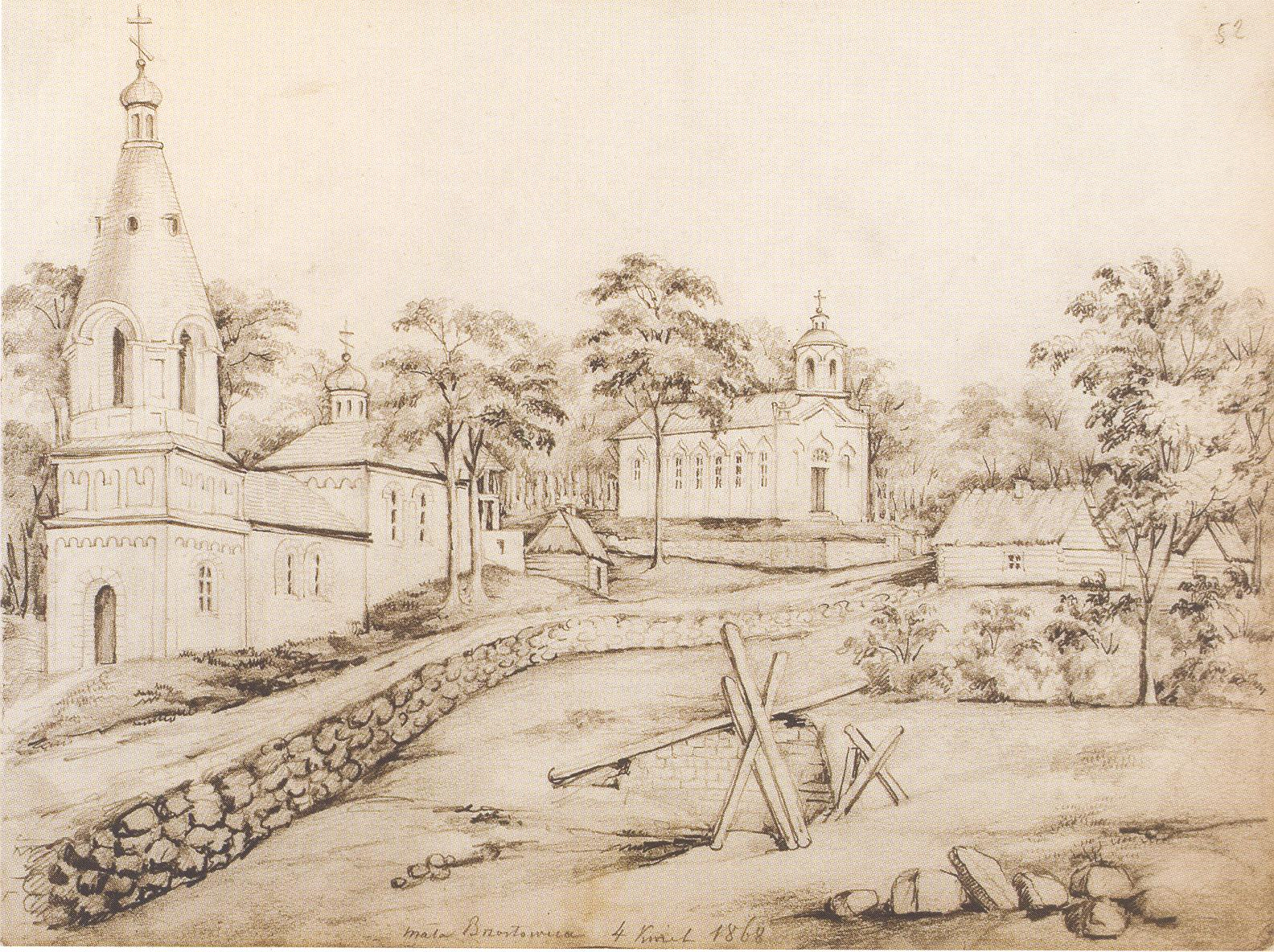
Brzostowica Mała w XIX w. (N. Orda)

Po III rozbiorze Polski Brzostowica weszła w skład powiatu grodzieńskiego guberni słonimskiej, a później litewskiej i grodzieńskiej. 20 maja 1863 roku wkroczyły do niej oddziały powstańców styczniowych. Za życzliwe ich przyjęcie car Aleksander II Romanow ukarał mieszkańców, likwidując w 1866 roku tamtejszą parafię katolicką i zamykając kościół. Przez pewien czas wierni modlili się potajemnie, lecz wkrótce z powodu braku kapłana zmuszeni zostali dojeżdżać do Krynek. W 1880 roku właścicielami dóbr byli Sołtanowie, w 1900 roku – Wołkowiccy. W czasach rządów tych ostatnich działały tam browar i stadnina koni. Dobra miały wówczas powierzchnię 510 dziesięcin (ok. 557,2 ha). Na początku XX wieku Wołkowiccy założyli we wsi przedsiębiorstwo produkcji krochmalu.

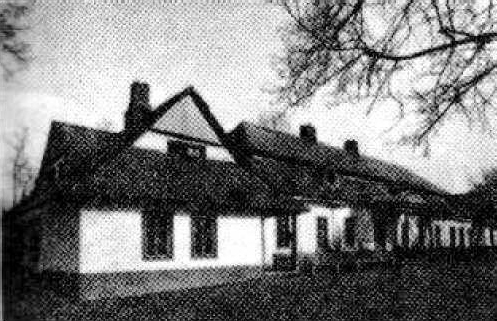
Dwór w Brzostowicy Małej za czasów II RP

W czasie I wojny światowej wieś i folwark Brzostowica Mała były okupowane przez Niemców. Na początku 1919 roku, po ich wycofaniu się, zostały zajęte przez Wojsko Polskie. 7 czerwca 1919 roku, wraz z całym powiatem grodzieńskim, weszły w skład okręgu wileńskiego Zarządu Cywilnego Ziem Wschodnich. Ok. 24 lipca 1920 roku, podczas ofensywy Tuchaczewskiego, zostały zajęte przez Armię Czerwoną. Nieco wcześniej, z obawy przed bolszewikami, właściciele dóbr wyemigrowali na Zachód. Powrócili dopiero po udanej ofensywie wojska polskiego oraz sukcesie bitwy nad Świsłoczą. Starcie miało miejsce 23 września 1920 roku. O świcie trwały walki na odcinku Brzostowica Mała – Karpowice między 3 Dywizją Piechoty Legionów pod dowództwem Leona Berbeckiego z jednej strony a 15 Batalionem Strzelców i 5 Dywizją Strzelców z drugiej. Po południu walki przetoczyły się na odcinek Brzostowica Mała – Żebry. 20 grudnia 1920 roku Brzostowica Mała została włączona wraz z powiatem do okręgu nowogródzkiego. Na mocy traktatu ryskiego miejscowość formalnie weszła w skład II Rzeczypospolitej. Od 19 lutego 1921 roku wieś stanowiła centrum administracyjne gminy Brzostowica Mała w powiecie grodzieńskim województwa białostockiego. W 1921 roku w folwarku były 4 domy mieszkalne, zaś we wsi 17 domów mieszkalnych i 5 zamieszkałych zabudowań innego typu. Według Powszechnego Spisu Ludności z 1921 roku wieś zamieszkiwało 112 osób, wśród których 18 było wyznania rzymskokatolickiego, 89 prawosławnego a 5 mojżeszowego. Jednocześnie 45 mieszkańców zadeklarowało polską przynależność narodową a 67 białoruską.
W 1926 roku we wsi były 22 budynki, poczta i telefon.
Po napaści ZSRR na Polskę 17 września 1939 miejscowość znalazła się pod okupacją radziecką. Niedługo po rozpoczęciu inwazji miejscowa bojówka komunistyczna dopuściła się mordu na tamtejszych Polakach. Dokładna data tych wydarzeń nie jest znana. Niektóre źródła podają, że rozegrały się w nocy z 17 na 18 września, inne sugerują natomiast, że do zbrodni doszło dopiero po zajęciu przez Armię Czerwoną terenów gminy Indura, a więc między 19 a 20 września. Zamordowano prawdopodobnie osiem osób, w tym wójta Kazimierza Wieliczko i innych miejscowych przedstawicieli polskiego aparatu państwowego, hrabiego Antoniego Wołkowicckiego i jego żonę Ludwikę, a także brata hrabiny – Zygmunta Wojnicz-Sianożęckiego. Niektóre źródła są jednak skłonne szacować liczbę ofiar na około pięćdziesiąt.
2 listopada została włączona do Białoruskiej SRR. 4 grudnia 1939 roku włączona do nowo utworzonego obwodu białostockiego. W 1940 roku została włączona do sielsowietu małobrzostowickiego, w rejonie kryneckim obwodu białostockiego. W czerwcu 1941 roku, w wyniku ataku Niemiec na ZSRR, znalazła się pod okupacją niemiecką. 22 lipca 1941 roku stała się centrum administracyjnym gminy Brzostowica Mała w komisariacie sokólskim okręgu białostockiego, podlegającym Prusom Wschodnim III Rzeszy. W 1944 roku ponownie zajęta przez Armię Czerwoną.
W okresie od 20 września 1944 roku do 25 grudnia 1962 roku Brzostowica Mała wchodziła w skład rejonu brzostowickiego, od 25 grudnia 1962 roku do 30 lipca 1966 roku miejscowość należała do rejonu świsłockiego. Od 30 lipca 1966 roku ponownie weszła w skład rejonu brzostowickiego. W latach 1949–1952 Brzostowica Mała posiadała własny kołchoz, który w 1952 roku został połączony z siedmioma kołchozami sielsowietu małobrzostowickiego w jeden kołchoz „1 Maja” (od 1972 roku został przemianowany na kołchoz im. S. O. Prytyckiego).
W 2009 roku Brzostowica Mała otrzymała status agromiasteczka.

## Wspólnoty religijne
Na terenie Brzostowicy Małej od połowy XIX wieku działają z przerwami dwie parafie: prawosławna – św. Dymitra z Tesalonik oraz rzymskokatolicka – św. Antoniego Padewskiego.

### Parafia rzymskokatolicka
Parafia rzymskokatolicka św. Antoniego Padewskiego powstała w połowie XIX wieku. Kościół pod wezwaniem św. Antoniego Padewskiego wzniesiono w latach 1851–1863, konsekrowano w 1928 roku. W latach dwudziestych XX wieku posługę w niej pełnił proboszcz Brzostowicy Małej ks. Jan Janowicz. Po II wojnie światowej kościół został spalony przez członków Komsomołu, lub, według miejscowych podań, przez chłopa o nazwisku K. z niedalekiej wsi Kamionka. Przez cały okres władzy radzieckiej stał w ruinie. Porósł go las – drzewa wyrosły nawet wewnątrz murów świątyni. Po upadku komunizmu na początku lat 90. XX wieku przeprowadzono gruntowną rekonstrukcję kościoła wraz z otaczającym go ogrodzeniem. Świątynię ponownie otwarto dla wiernych w 1991 roku W latach 90. dojeżdżał do niej z Brzostowicy Wielkiej ks. Roman Cieślak.
Kilkaset metrów za kościołem św. Antoniego, w głębi lasu, znajduje się nieogrodzony cmentarz rzymskokatolicki. Większość nagrobków jest murowana i posiada polskojęzyczne napisy. Ich wygląd wskazuje, że cmentarz został założony w latach 20. XX wieku i jeszcze w latach 80. chowano na nim osoby narodowości polskiej. Przy wejściu znajduje się grób nieznanego żołnierza poległego w 1920 roku w bitwie z bolszewikami nad pobliską rzeką Świsłoczą. Ponadto znaleźć można groby osób o nazwiskach znanych rodów, takich jak Poczobutowie Odlaniccy, Połyjanowscy (Póljanowscy), Eysymontowie, a także okolicznej folwarkowej szlachty.

### Parafia prawosławna
Parafia św. Dymitra z Tesalonik prawosławna na terenie Brzostowicy Małej powstała w 1866 roku. Opiekę duszpasterską nad wiernymi prawosławnymi sprawuje obecnie o. Wiaczesław Boczarow.
Cmentarz prawosławny położony jest 150 m na północ od miejscowości. Znajduje się tam m.in. zbiorowy grób ofiar faszyzmu, w którym spoczywa 15 ciał ludności cywilnej. W 1965 roku wzniesiono na nim pamiątkowy obelisk. Jest tam także mogiła z tabliczką z napisem: „Tutaj pochowany jest starszy lejtnant «Nieznany», poległy w bojach przez rzekę Świsłocz” (Zdieś pochoronien st. l–t „Nieizwiestnyj”, pogibszyj w bojach czeriez rieku Swisłocz).

## Zabytki i miejsca pamięci

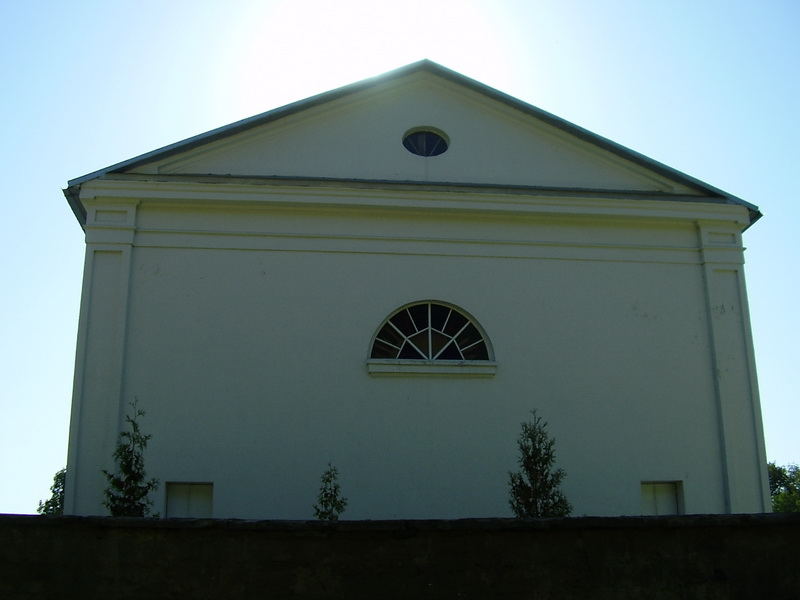
Elewacja tylna kościoła św. Antoniego

### Kościół św. Antoniego Padewskiego
Budynek kościoła św. Antoniego Padewskiego jest murowany, tynkowany, w kolorze białym. Posiada jedną niewielką wieżę. Na zewnątrz apsydy znajduje się napis: „Kościół pod wezwaniem św. Antoniego założony 30 września 1855 r.”, a także data odbudowy – „1991 r.” Po lewej stronie od wejścia znajduje się niewielki grób ks. Stanisława Bartoszewicza (1875–1933). Obok kościoła znajdowała się murowana, parterowa plebania, zbudowana ok. 1905 roku. Władze radzieckie odebrały ją kościołowi, rozbudowały i zaadaptowały na szkołę.

### Cerkiew św. Dymitra z Tesalonik

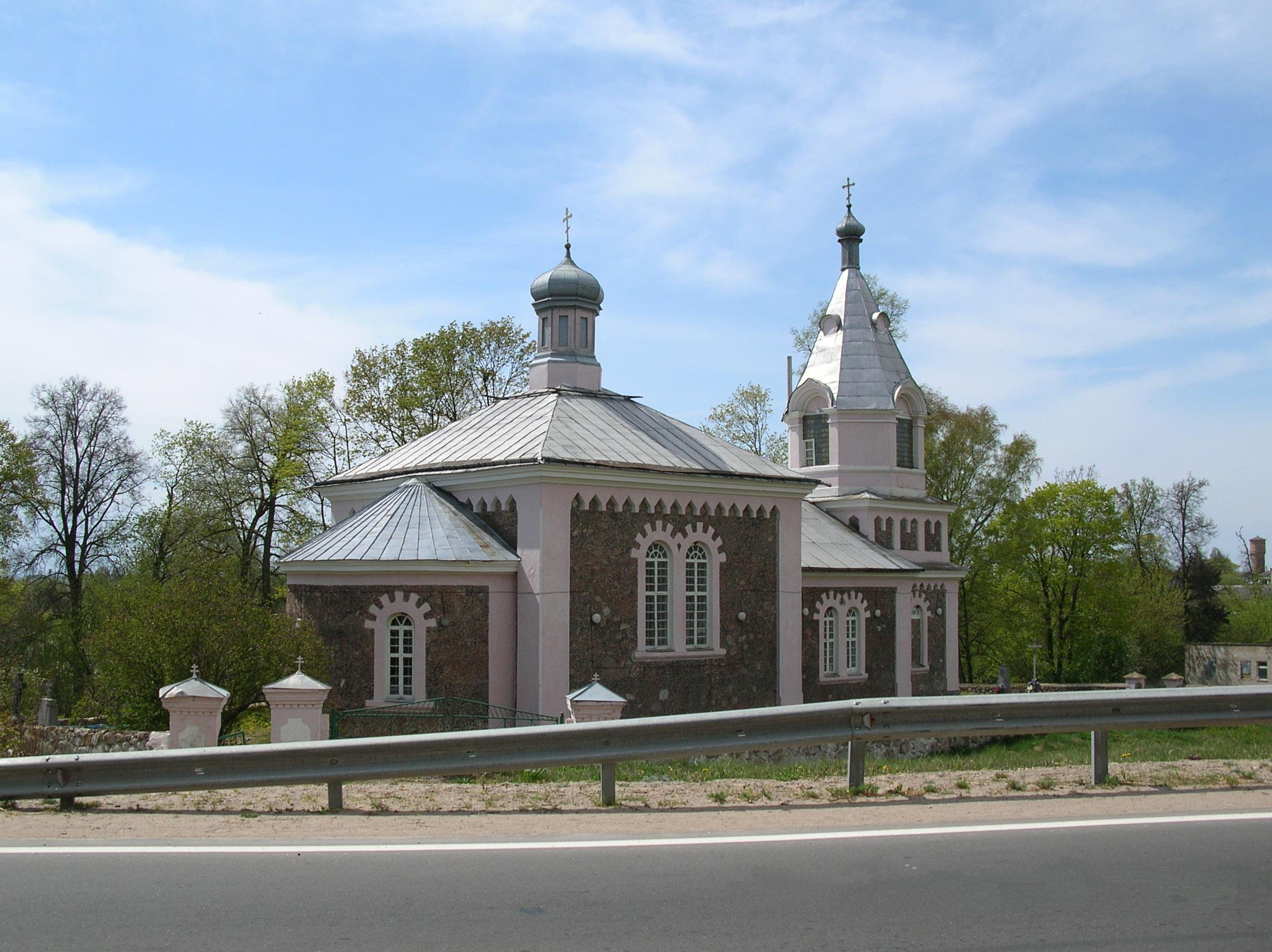
Cerkiew św. Dymitra

Murowana cerkiew prawosławna pw. św. Dymitra z Tesalonik została wzniesiona w 1866 roku. W jej otoczeniu znajduje się kilka polskojęzycznych grobów, m.in.:
- ostatniego unickiego księdza, opatrzony napisem:

D.O.M. Michała Onacewicza Kanonika Brzeskiego Dziekana Grodzieńskiego i Sokolskiego. Zmarłego w 1837 r. 11 sierpnia

- Ignacego Żegoty Onacewicza, historyka-archiwisty urodzonego w Brzostowicy Małej, wykładowcy na uniwersytecie w Wilnie (jego studentem był m.in. Adam Mickiewicz), opatrzony inskrypcją:

Pamięci Żegoty profesorowi uniwersytet Petersburg 1845 r.

- inne, np.:

Zofii urodzonej Francelson Onacewicz Radczyni dworu, żonie Justyna zmarłego w Charkowie w 1856 r. Stroskana rodzina za duszę ojca, stryja prosi o westchnienie.

### Dwór
Dwór zbudowany z modrzewiowego drewna i kryty gontem wzniesiono pod koniec XVIII wieku. Stanowił siedzibę kolejnych gospodarzy Brzostowicy Małej aż do września 1939 roku, kiedy ostatni jego właściciele, hrabiowie Wołkowiccy, zostali zamordowani. Dwór spłonął na początku lat dziewięćdziesiątych XX wieku. Do dziś zachowały się fragmenty parku.

### Cmentarze i pomniki Armii Czerwonej

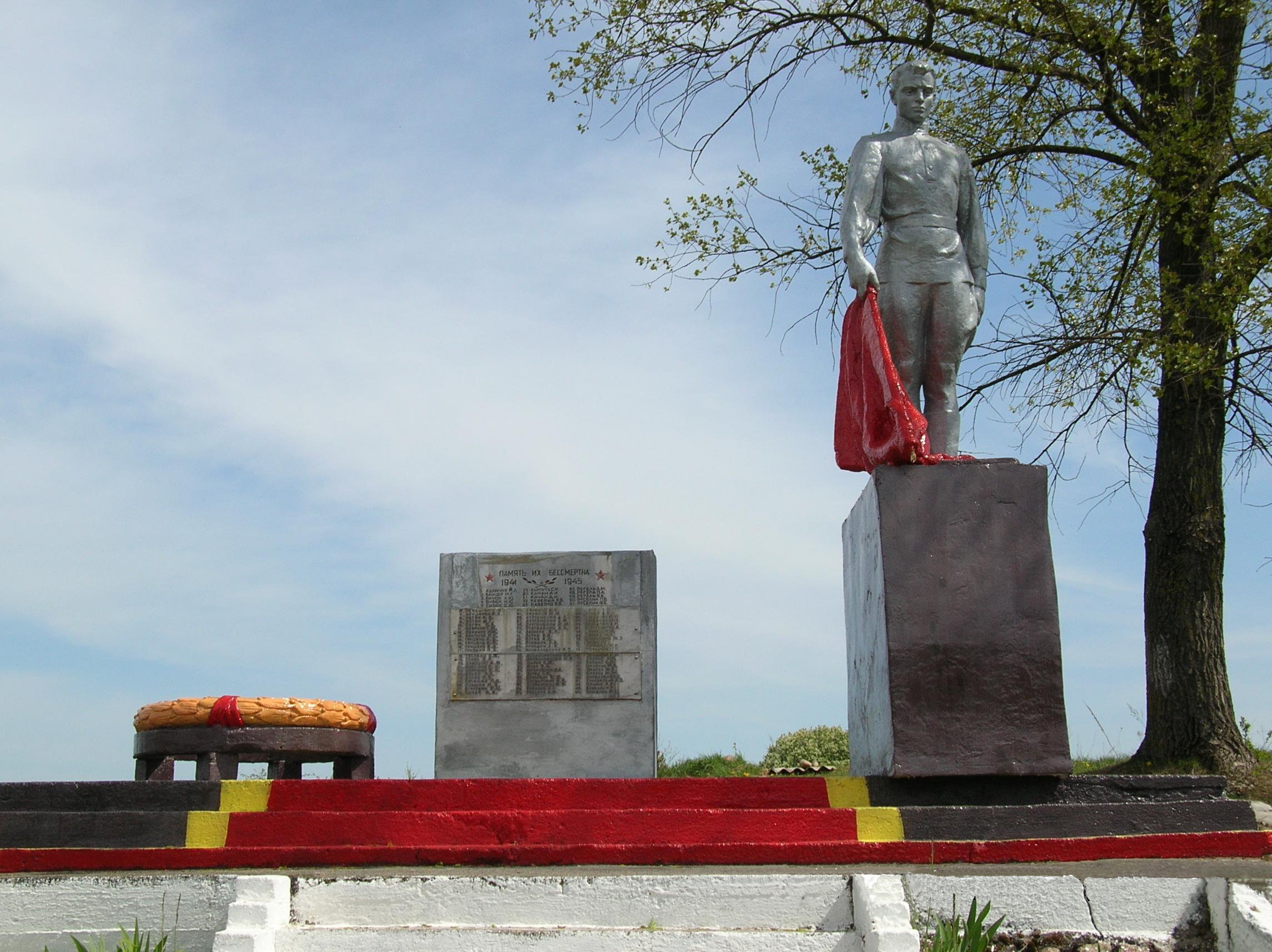
Pomnik żołnierzy radzieckich

W granicach sielsowietu Brzostowica Mała znajduje się zbiorowa mogiła żołnierzy Armii Czerwonej poległych w 1920 roku w trakcie wojny polsko-bolszewickiej.
Na południowych obrzeżach agromiasteczka znajduje się zbiorowa mogiła 84 żołnierzy radzieckich poległych w czasie II wojny światowej. W 1969 roku wzniesiono na niej pomnik w formie kompozycji złożonej z figury żołnierza z opuszczonym czerwonym sztandarem, kamienia z nazwiskami poległych oraz wieńca.
Na północnym skraju miejscowości znajduje się ustawiony w 2005 roku znak pamiątkowy w formie głazu z tablicą. Upamiętnia on dowódcę radzieckiej 250 Dywizji Zmechanizowanej, pułkownika Gierontija Citaiszwilego, który poległ tam w lipcu 1944 roku w walce z Niemcami. Wcześniej, w 1982 roku, na jednym z domów w Brzostowicy Małej umieszczono tablicę pamiątkową o treści: „Ulica nazwana ku czci dowódcy 250 DZ pułkownika Citaiszwilego Gierontija Niestierowicza (1908–1944), bohatersko poległego w czasie wyzwalania rejonu brzostowickiego od niemiecko-faszystowskich okupantów” (Ulica nazwana w czest′ komandira 250 MSD połkownika Citaiszwili Gierontija Niestierowicza (1908–1944) gieroiczeski pogibszego pri oswobożdienii Bieriestowickogo rajona ot niemiecko-faszyskich zachwatczikow).